# Uadi Jilat
Uadi Jilat és un rierol estacional (uadi) al desert de Jordània. Part del seu curs transcorre per un barranc amb una incisió pronunciada que reté l'aigua durant gran part de l'any, una característica inusual a la regió desèrtica.
La zona és coneguda per la seva importància arqueològica, que inclou un embassament que encara funciona que pot datar del període nabateu. Trenta-dos jaciments prehistòrics també van ser descoberts a la zona per Andrew Garrard entre els anys 1970 i 1980, com Uadi Jilat 6, un megalloc de l'Epipaleolític primerenc ocupat fa aproximadament entre 20.500 a 18.000 anys.
Juntament amb Kharaneh IV, és un dels dos jaciments prehistòrics més grans del Llevant (amb aproximadament 19.000 m²) i s'ha interpretat com un camp d'agregació estacional. Uadi Jilat 7 és un jaciment del Neolític primerenc, que proporciona les primeres proves conegudes de d'espelta petita domesticada, datada per radiocarboni de fa 9500–9200 anys.